# Ralph Erbar
Ralph Erbar (* 19. Dezember 1960 in Koblenz) ist ein deutscher Historiker, Geschichtsdidaktiker und Pädagoge.

## Ausbildung und Wirken
Erbar studierte Geschichte, Germanistik und Philosophie an der Universität Mainz und wurde 1990 bei Winfried Baumgart mit einer Dissertation über die Verwaltungs- und Wirtschaftsgeschichte der deutschen Kolonie Togo zum Dr. phil. promoviert.
Bis 2024 arbeitete er als Fachleiter für Geschichte am Staatlichen Studienseminar für das Lehramt an Gymnasien in Bad Kreuznach, Lehrer an der Privaten Hildegardisschule in Bingen und Dozent für Fachdidaktik Geschichte im Arbeitsbereich Geschichtsdidaktik des Historischen Seminars der Universität Mainz.

## Mitgliedschaften und Ämter
Ralph Erbar war von 2001 bis 2021 Landesvorsitzender des rheinland-pfälzischen Geschichtslehrerverbandes (seit 2021 dessen Ehrenvorsitzender) und Mitglied des Hauptvorstandes des Verbands der Geschichtslehrer Deutschlands (VGD). Zugleich war er von 2006 bis 2012 und von 2016 bis 2018 Beisitzer und von 2012 bis 2016 stellvertretender Bundesvorsitzender im geschäftsführenden Bundesvorstand. Er ist Mitbegründer und Chefredakteur der vom VDG herausgegebenen Zeitschrift Geschichte für heute.
Ralph Erbar ist seit 2012 Mitglied des Wissenschaftlichen Fachbeirates der Gedenkarbeit in Rheinland-Pfalz sowie langjähriges Mitglied der Landesjury im Geschichtswettbewerb des Bundespräsidenten der Körber-Stiftung und des Schüler- und Jugendwettbewerbs der Landeszentrale für politische Bildung Rheinland-Pfalz. Zudem ist er Gründungs- und Vorstandsmitglied der Mainzer Bürgerstiftung „Haus des Erinnerns – für Demokratie und Akzeptanz“.
2017 wurde Ralph Erbar zum Kuratoriumsvorsitzenden der Landesstiftung „Grüner Wall im Westen – Mahnmal ehemaliger Westwall“ gewählt.

## Auszeichnungen
Ralph Erbar erhielt im Wintersemester 2010/2011 den Lehrpreis der Johannes-Gutenberg-Universität Mainz.
Für seine ehrenamtlichen Tätigkeiten wurde Ralph Erbar 2017 mit dem Verdienstkreuz am Bande des Verdienstordens der Bundesrepublik Deutschland ausgezeichnet.
Das von Ralph Erbar fachdidaktisch betreute Schulbuch Europa – unsere Geschichte. Bd. 4 wurde vom Georg-Eckert-Institut zum Schulbuch des Jahres 2021 gekürt.
Die von Ralph Erbar und Niko Lamprecht didaktisch begleitete ZDF-Dokumentation "Die Wannseekonferenz" gewann den Grimme-Preis 2023 in der Kategorie Film.

## Schriften
Monographien
- Ein Platz an der Sonne? Die Verwaltungs- und Wirtschaftsgeschichte der deutschen Kolonie Togo 1884–1914 (= Beiträge zur Kolonial- und Überseegeschichte. Bd. 51). Stuttgart 1991.
- mit Ulrich Bongertmann, Niko Lamprecht, Frank Schweppenstette, Sylvia Semmet: Leitfaden Referendariat im Fach Geschichte. Schwalbach/Ts. 2017.

Herausgeberschaft
- Quellen zu den deutsch-französischen Beziehungen 1919–1963 (= Quellen zu den Beziehungen Deutschlands zu seinen Nachbarn im 19. und 20. Jahrhundert. Freiherr-vom-Stein-Gedächtnisausgabe, Bd. 6). Darmstadt 2003.
- mit Wolfgang Elz: „Ihr seid das Deutschland der Zukunft“. Schule im frühen Nationalsozialismus (1934–1936) am Beispiel des Mainzer Gymnasiums. Edition eines Klassentagebuches und Anregungen zur unterrichtspraktischen Umsetzung (= PZ-Information. 2008, H. 7). Pädagogisches Zentrum Rheinland-Pfalz, Bad Kreuznach 2008.
- Horizonte. Schulbücher für den Geschichtsunterricht in Rheinland-Pfalz.
- Geschichtsunterricht praktisch. Schwalbach/Ts. 2012 ff.
- mit Mathias Kunz, Gisela Müller, Wolfgang Woelk: Die doppelte Staatsgründung. Deutschland 1945–1949. Quellen aus dem Bundesarchiv für den Unterricht. Schwalbach/Ts. 2016.
- mit Hans Berkessel, Hedwig Brüchert, Wolfgang Dobras, Frank Teske: Leuchte des Exils. Zeugnisse jüdischen Lebens in Mainz und Bingen. Mainz 2016.

Aufsätze und Unterrichtsbeiträge (Auswahl)
- Kolonialismus, Rassismus und Recht. Die versuchte Kodifizierung afrikanischer Gewohnheitsrechte und deren Konsequenzen für das deutsche Kolonialrecht in Togo. In: Wilfried Wagner (Hrsg.): Rassendiskriminierung, Kolonialpolitik und ethnisch-nationale Identität. Referate des 2. Internationalen Kolonialgeschichtlichen Symposiums, 1991 in Berlin (= Bremer Asien-Pazifik Studien. Bd. 2). Lit, Münster/Hamburg 1992, S. 134–144.
- Das Niederwalddenkmal in Rüdesheim. In: Denk-mal! Denkmäler als Quellengrundlage für einen fächerübergreifenden Unterricht. Bd. 1: Allgemeine Denkmäler. Bad Kreuznach 1997, S. 159–186.
- Das Reiterstandbild Wilhelms I. am Deutschen Eck in Koblenz. In: Denk-mal! Denkmäler als Quellengrundlage für einen fächerübergreifenden Unterricht. Bd. 1: Allgemeine Denkmäler. Bad Kreuznach 1997, S. 187–204 (= PZ-Information, 4/1997).
- Das Konzentrationslager Osthofen. In: Denk-mal! Denkmäler als Quellengrundlage für einen fächerübergreifenden Unterricht. Bd. 1: Allgemeine Denkmäler. Bad Kreuznach 1997, S. 263–280 (= PZ-Information, 4/1997).
- Die Menschenrechte in ihrer historischen Entwicklung. In: Menschenrechte im Unterricht. Beiträge und Materialien. Bad Kreuznach 1998, S. 23–92 (= PZ-Information, 17/98).
- Die Verwaltung der deutschen Kolonien am Beispiel Togos. In: Jahrbuch des italienisch-deutschen historischen Instituts in Trient. Bd. 24 (1998), Bologna 1999, S. 287–304.
- Die Wacht am Rhein. Das Niederwalddenkmal bei Rüdesheim. Nation und Nationalismus in Deutschland. In: Bernd Heidenreich, Klaus Böhme (Hrsg.): Hessen. Geschichte und Politik (= Schriften zur politischen Landeskunde Hessens. Bd. 5). Stuttgart/Berlin/Köln 2000, S. 316–327.
- Die deutsch-französischen Beziehungen 1919–2004. Rückgrat aller Entwicklungen in Europa. In: Volksbund Deutsche Kriegsgräberfürsorge e. V., Landesverband Rheinland-Pfalz (Hrsg.): Verdun. Ein Name schreibt Geschichte. Mainz 2008, S. 60–72.
- Deutschland – einig Vaterland? Das Niederwalddenkmal bei Rüdesheim als Ausdruck des Nationalismus im Deutschen Reich. In: Geschichte für heute 2 (2009), H. 1, S. 20–35.
- Zeugen der Zeit? Zeitzeugengespräche in Wissenschaft und Unterricht. In: Geschichte für heute Bd. 5 (2012), H. 3, S. 5–20.
- Allgemeine und spezifische Sozial- und Arbeitsformen. In: Michele Barricelli, Martin Lücke (Hrsg.): Handbuch Praxis des Geschichtsunterrichts. Bd. 2, Schwalbach/Ts. 2012, S. 11–22 (= Forum Historisches Lernen).
- Zeitzeugen befragen und hinterfragen. In: Michael Sauer (Hrsg.): Spurensucher. Ein Praxishandbuch für historische Projektarbeit. Hamburg 2014, S. 109–125.
- Germanische Mythologie und Nationalsozialismus im Unterricht. In: Volker Gallé (Hrsg.): Germanische Mythologie und Rechtsextremismus. Missbrauch einer anderen Welt. Worms 2015, S. 122–138.
- Der war doch kein Nazi – oder? Straßenumbenennungen in Deutschland – Intention, Probleme und Folgen. In: Geschichte für heute 8 (2015), H. 3, S. 44–54.
- mit Mathias Kunz, Gisela Müller, Wolfgang Woelk: Die doppelte Staatsgründung. Deutschland 1945–1949. Quellen aus dem Bundesarchiv für den Unterricht. Schwalbach/Ts. 2016.
- mit Christian Sieber: Der gordische Knoten. Der neue Lehrplan Geschichte für die Sekundarstufe I in Rheinland-Pfalz. In: Geschichte in Wissenschaft und Unterricht 11/12 (2017), S. 654–664.
- Marx und der Marxismus als didaktische Herausforderung. In: Pädagogisches Landesinstitut Rheinland-Pfalz (Hrsg.): 200 Jahre Karl Marx. Unterrichtsmaterialien. Bad Kreuznach 2018, S. 30–46.
- „Keinem stand es frei, zu leben, wie er wollte.“ Über die Erziehung der Spartaner und den dunklen Ursprung eines langlebigen Mythos. In: Geschichte in Wissenschaft und Unterricht 5/6 (2021), S. 312–327.
- Georg Forster und die doppelte Kapitulation der Mainzer Republik in Vergangenheit und Geschichte. In: Andreas Frings, Heidrun Ochs (Hrsg.): Bankrott-Erklärungen. Konzepte des Eingeständnisses und der Rechtfertigung. Frankfurt/M. 2023, S. 115–136.
- Der Streit um die richtige Erinnerung. Straßenumbenennungen in Deutschland – Intention, Probleme und Folgen. In: Streitsache Straßennamen. Eine Dokumentation des Umbenennungsprozesses in Darmstadt 2013–2022. Darmstadt 2023, S. 189–200.
- Georg Forster und die doppelte Kapitulation der Mainzer Republik in Vergangenheit und Geschichte. In: Andreas Frings, Heidrun Ochs (Hrsg.): Bankrott-Erklärungen. Konzepte des Eingeständnisses und der Rechtfertigung. Frankfurt/M. 2023, S. 115–136.
- Der Westwall – ein sperriger Erinnerungsort im Werden. In: Geschichte für heute 17 (2024), H. 1, S. 56–70.
- "Pardon wird nicht gegeben, Gefangene nicht gemacht": Die "Hunnenrede" in Bremerhaven und ihre Folgen. In: Norman Aselmeyer, Virginie Kamche (Hgg.): "Stadt der Kolonien". Wie Bremen den deutschen Kolonialismus prägte. Freiburg, Basel, Wien 2024, ISBN 978-3-451-39923-7, S. 153–163.